# 王大昌
王大昌（1915年11月7日—2007年4月24日），曾名王道昌，出生于山西省离石县树林镇（今柳林县），中华人民共和国教育家。
1933年6月，加入中国共产党。所在汾阳特别党支部被破获，本人被通缉。1937年11月，恢复与党组织联系。抗日战争期间，任柳林区区委组织委员、书记、离石县委宣传部长。1939年6月至1941年7月，在延安中央党校学习。1941年7月，返回家乡所在的晋西北抗日根据地。1941年9月至1946年1月，历任静乐县委宣传部长，离石县委代理书记、组织部长、副书记、书记等职务。第二次国共内战期间，历任中共晋绥地委宣传部长，晋绥支前工作团副团长和晋绥分局党校秘书处长等职。西南战役时期，担任解放军南下工作团第四梯队司令部参谋处长。
1950年1月后，任南充专区专员。1952年10月，调北京航空学院工作，先后任一部主任。1954年12月，任副院长。1963年，担任代理院长、院长。1980年10月，辞去院长职务，退居二线，经中央批准担任院长顾问。1985年7月，离休，享受副部级（两项）待遇。